# Клајн (Јужна Каролина)
Клајн (енгл. Kline) град је у америчкој савезној држави Јужна Каролина.

## Демографија
По попису из 2010. године број становника је 197, што је 41 (-17,2%) становника мање него 2000. године.
| Група             | 2000.       | 2010.      |
| Белци             | 59 (24,8%)  | 90 (45,7%) |
| Афроамериканци    | 137 (57,6%) | 88 (44,7%) |
| Азијати           | 0 (0,0%)    | 0 (0,0%)   |
| Хиспаноамериканци | 44 (18,5%)  | 18 (9,1%)  |
| Укупно            | 238         | 197        |